# التمييز ضد الرجال
صُك مصطلح التمييز ضد الرجال لوصف القوالب النمطية التي تتهم الرجال بتمثيل خطر جسدي أو جنسي على النساء والأطفال، ما يؤثر على نتائجهم في قطاعي الرعاية الصحية والتعليم. كما أظهرت أبحاث تحيزًا منهجيًا في التقييم بالدرجات في المراحل التعليمية ضد الأولاد، ومعدلات أعلى للعقاب في كل من القانون والتعليم المدرسي مقارنة بالنساء اللواتي يرتكبن أفعالًا مماثلة. تتناول أبحاث قليلة التمييز ضد الرجال ولا يكثر طرح الموضوع بسبب التحيز الثقافي، وغالبًا ما تولي تدابير المساواة اهتمامًا ضئيلًا أو معدومًا للرجال. يُنظر إلى التمييز ضد المرأة بصفته أسوأ أخلاقيًا من التمييز ضد الرجل.

## سوق العمل
تتناول أبحاث محدودة التمييز ضد الرجال في مكان العمل، وغالبًا ما لا تأخذ منظمة التعاون الاقتصادي والتنمية الرجال في الحسبان عند قياس مدى المساواة بين الجنسين. أظهر استطلاع يوروفَوند الأوروبي لظروف العمل في عام 2015 أن 1% من الرجال و3.1% من النساء قد لمس تمييزًا في الأشهر الـ12 الماضية. يحدث التمييز ضد الرجال في التوظيف عادة في المهن ذات الدور الجندري الأنثوي. ينتشر التمييز ضد الرجال في أماكن العمل التي تهيمن عليها الإناث أكثر من التمييز ضد النساء في أماكن العمل التي يهيمن عليها الذكور. قد يعد أصحاب العمل الرجال الذين يأخذون إجازة غير ملتزمين، في حين أن أخذ النساء لإجازة طبيعي. قد يتجلى التمييز أيضًا في فرض قواعد لباس أكثر صرامة على الرجال.
أرسل باحثون في سوق العمل الإنجليزي، في عام 2006، سيرًا ذاتية تحوي مؤهلات وأعمار وخبرات متساوية وخلصوا إلى وجود تمييز في وظيفة السكرتيرة ذات الدور الجندري الأنثوي لكن وجدت الدراسة أيضًا «مهنًا تشمل الدورين الجندريين» وبها تمييز ضد الرجال: كوظيفة المحاسب القانوني المتدرب والمبرمج ومحلل الكمبيوتر. تعزو ثلة من الناس هذا إلى التمييز الإيجابي.
يُوضع الرجال في فرنسا، وفقًا لمرصد عدم المساواة، تحت مزيد من الضغط في العمل ومن المتوقع أن يعملوا لساعات طويلة وبدوام كامل. كما ترتفع معدلات تعرضهم للحوادث. أطلقوا على هذا «التحيز الجنسي العكسي».
نظر الباحثون في التمييز بين الجنسين في 134 دولة، في دراسة نُشرت في عام 2019، وزعموا أنه في 91 (68%) من تلك البلدان، كان الرجال أكثر تضررًا من النساء. جادلوا بأن تقرير الفجوة العالمية بين الجنسين كان معيبًا لأن الترجيحات لم تشمل في كثير من الأحيان المواقف التي يتضرر فيها الرجال، وبسبب انخفاض مستوى البحث حولهم. استندوا في ادعائهم بتضرر رجال أكثر إلى المعاملة غير المتكافئة للرجال والأولاد على مختلف الأصعدة، مثل تلقي عقوبات أشد جراء الجرائم نفسها، ونسبتهم الكبيرة بين المشردين والسجناء، والخدمة العسكرية الإلزامية (سواء في التاريخ الحالي أو الحي)، وارتفاع مستويات الانتحار، وارتفاع مستويات معاقرة المخدرات والكحول، وزيادة معدل الوفاة أثناء العمل، وضعف الأداء في التعليم، والتمثيل المفرط في الوظائف الخطيرة، والتعرض لمعدلات أعلى من الاعتداء الجسدي.
يتخذ الناس موقفًا سلبيًا تجاه التمييز ضد المرأة عند التوظيف أكثر من التمييز ضد الرجال. كما يتعاظم قلقهم عند نقص النساء في المهن التي يهيمن عليها الرجال (وهي مجالات العلوم والتكنولوجيا والهندسة والرياضيات عادة) عنه في ظل نقص الرجال في المجالات التي تهيمن عليها النساء (كالرعاية الصحية والتعليم). غالبًا ما تأخذ معاقبة الرجال شكل إدانة وسخرية لاهتمامهم بالمهن الأنثوية حسب العرف.  تشير عالمة النفس فرانشيسكا مانزي في مجلة فرونتييرز إن سايكولوجي، إلى أنه غالبًا ما لا يُعترف بالتمييز ضد الرجال في مثل هذه الحالات، ما قد يُعزى إلى المواقف الجندرية التقليدية التي تُحرم على الرجال السلوك المتفق على كونه أُنثويًا.

### التمريض
يُستخدم مصطلح التمييز ضد الرجال في قطاع الرعاية الصحية بسبب القوالب النمطية الجنسانية والتحيز.  وُصف التمييز بأنه ممارسة شائعة في دراسة تناولت مرشدي الممرضين الذكور. شمل ذلك الرفض من المرضى، ورفض دعم التطور الوظيفي من جهة إدارة المستشفى، والاضطرار إلى دفع نفقاتهم الخاصة أثناء التعليم بينما تتلقى الطالبات مكافآت. تضمنت التجارب السلبية للممرضين الرفض والتمييز والاتهامات من المرضى والأسر والمضايقات ونقص الدعم من الزملاء والمديرات والمعلمات.
بات من غير اللائق اجتماعيًا للذكور تقديم الرعاية الحميمة للمرضى الإناث، مثل إدخال قسطرة، بعد «تأنيث التمريض» في القرن التاسع عشر. كما شاع افتراض أن الرجال لا يصلحون للتمريض لأن أيديهم الخشنة «ليست مهيأة للمس الأطراف المصابة أو غسلها أو تضميدها». يرى بعض الناس أن الممرضين الذكور لا يتوافقون مع الدور الجندري النمطي المعتاد، المتمثل في أن المرأة هي الراعية، ويعد كثيرون التمريض مقتصرًا على النساء.
فاز ممرض، في عام 2006، في قضية متعلقة بالتمييز ضد هيئة الخدمات الصحية الوطنية التي رفضت السماح له بتطبيق إجراءات طبية على النساء بلا أنثى مرافقة. لم تطبق هذه القاعدة على الممرضات.

### التعليم
يُنظر إلى معلمي المدارس الابتدائية الذكور بصفتهم تهديدًا أشد وطأة لسلامة للأطفال، وبصفتهم أقل قبولًا وأقل قابلية للتعيين من نظرائهم من النساء.
وجد استطلاع أُجري عام 2016 حول أماكن العمل المعنية بالتعليم في الدنمارك أن 64% من الرجال مقارنة بـ39% من النساء تُفرض عليهم قواعد لمنعهم من الاعتداء الجنسي على الأطفال، وأكثرها شيوعًا هو إغلاق الأبواب أثناء تغيير الحفاضات. كما وجد أن 10% من الرجال مقارنة بـ3% من النساء لم يُسمح لهم بالبقاء مع الأطفال وحدهم وأفاد 17% من الرجال وجود قواعد للرجال فقط في مكان عملهم. فُرضت قواعد على 35% من الرجال و 24% من النساء لتقييد الاتصال الجسدي بالأطفال كالتقبيل والمعانقة. كما أفاد الاستطلاع أن 50% من الرجال مقارنة بـ15% من النساء مُنعوا من أداء أنشطة معينة مع الأطفال خوفًا من الاشتباه في سلوك غير لائق. شمل ذلك عدم إجلاس طفل على الرجلين، وعدم تغيير الحفاضات وعدم التقبيل.